# 미요타촌
미요타촌(일본어: 御代田村)은 일본 나가노현 기타사쿠군에 있던 촌이다. 현재의 미요타정의 일부와 사쿠시의 일부에 해당한다.

## 역사
- 1875년 - 미요타촌이 성립하였다.
- 1879년 1월 4일 - 군구정촌 편제법 시행에 의해 기타사쿠군에 소속되었다.
- 1889년 4월 1일 - 정촌제 시행에 의해 미요타촌이 단독으로 자치체를 형성하였다.
- 1956년 9월 30일 - 오누마촌, 고카촌과 합병해 미요타정이 성립하여, 동일 미요타촌은 폐지되었다.

## 교통

### 철도
- 일본국유철도
  - 신에쓰 본선 (현 시나노 철도)

## 참고문헌
- 角川日本地名大辞典 20 長野県